# Бут, Линди
Ли́нди Бут (англ. Lindy Booth; род. 2 апреля 1979, Оквилл, Онтарио, Канада) — канадская актриса.
Наиболее известные её роли — Райли Грант в диснеевском сериале «Знаменитый Джетт Джексон», эпизодическая роль в сериале «Тайны Ниро Вульфа» и приглашенная роль во втором сезоне сериала «4400». В 2002 году Линди сыграла сразу две значимые роли (Доджер Аллен в фильме «Волк-одиночка» и Кассандра Блэр в фильме «Американский психопат 2»). В 2003 году она появилась в фильме ужасов «Поворот не туда», а в 2007 году — в триллере «Тёмный медовый месяц». В 2013 году снялась в фильме «Пипец 2», а также исполнила эпизодическую роль Весты в девятом сезоне сериала «Сверхъестественное».

## Фильмография
- 1991 — Другое измерение
- 1996 — Пси Фактор
- 1997 — Земля: Последний конфликт
- 1998 — Известный Джет Джексон
- 1999 — Детройт — город рока
- 1999 — Томми-оборотень
- 1999 — Охотники за древностями
- 2001 — Жизнь с Джуди Гарленд
- 2001 — Золотые пауки
- 2001 — Мутанты Икс
- 2002 — Американский психопат 2
- 2002 — Голливуд — Болливуд
- 2002 — Кнутом и пряником
- 2002 — Муж лучшей подруги
- 2002 — Одиссея 5
- 2002 — Рождественский гость
- 2002 — Черепа II
- 2002 — Школа «Чёрная дыра»
- 2002 — Сумеречная зона
- 2003 — Veritas: В поисках истины
- 2003 — Платина
- 2003 — Поворот не туда
- 2003 — Север Голливуда
- 2004 — Рассвет мертвецов
- 2004 — C.S.I.: Место преступления Нью-Йорк
- 2005 — Волк-одиночка
- 2005 — День катастрофы 2: Конец света
- 2005 — 4400
- 2005 — Говорящая с призраками
- 2007 — Октоубер Роуд
- 2007 — Сын нобелевского лауреата
- 2008 — Вот, что случилось
- 2008 — Тёмный медовый месяц
- 2009 — Хранилище 13
- 2011 — Рождественское волшебство
- 2013 — Пипец 2
- 2013 — Сверхъестественное
- 2014—2018 — Библиотекари
- 2020 — Анатомия Страсти (16 сезон, серия 13-14)

## Номинации и награды
- 2003 — премия «DVD Exclusive Awards» в категории «Best Supporting Actress» за роль в фильме «Rub & Tug».
- 2003 — номинация на премию «Canadian Comedy Awards» в категории «Film — Pretty Funny Female Performance» за роль в фильме «Rub & Tug».
- 2016 — номинация на премию «Golden Maple Awards» в категории «Best Actress in a TV Series Broadcasted in the US» за роль в сериале «Библиотекари».